# Erysimum senoneri
Erysimum senoneri är en korsblommig växtart som först beskrevs av Theodor Heinrich von Heldreich och Sartori, och fick sitt nu gällande namn av Richard von Wettstein. Erysimum senoneri ingår i släktet kårlar, och familjen korsblommiga växter.

## Underarter
Arten delas in i följande underarter:
- E. s. amorginum
- E. s. icaricum
- E. s. senoneri